# Đình Nam Dư Hạ
Đình Nam Dư Hạ là ngôi đình làng của làng Nam Dư Hạ, xã Trần Phú, quận Hoàng Mai, thành phố Hà Nội. Đình đã được công nhận là Di tích Kiến trúc nghệ thuật cấp quốc gia vào năm 1990.

## Thần tích

### Long Vương
Xưa có vị Thiền sư tên là Từ Phong, ông thường đi du ngoạn, khất thực quanh kinh thành Thăng Long, có lần đi qua Nam Dư, Ông ngồi khất thực bên đường bổng nhiên ông thấy một ánh hào quang chiếu sáng, dưới ánh hào quang đó có rồng bay lên nhào lượn trên không trung rồi biến mất trên bầu trời. Biết là đất thiêng, trời đất hoà hợp Vị thiện sư quyết định xây chùa lấy tên là Thiên Phúc, Vị sư sau khi khi chết Vị thiền sư được dân làng trôn cất và lập đền thờ cúng Long Vương. Tương truyền, Có Lần Nguyễn Xí đi ngang chùa đã cho binh lính nghỉ ngơi tại đây, trong lúc Ngủ bất chợt Nguyễn xí được ngài thiền sư báo mộng bày mưu tính kế Giúp Lê lợi đánh thắng quân thù trong cuộc khởi nghĩa Lam Sơn, khi lên ngôi, vua nhớ ơn Long thần nên sắc phong là thượng đẳng thần.

### Chương Võ thái sư Nguyễn Xí
Nguyễn Xí là tướng dưới trướng Lê Lợi, có lần được sai đi đánh quân Minh ở Đông Quan, trong khi hành quân có ngủ lại đình Nam Dư, được Long Vương báo mộng rằng hôm sau xuất quân thắng trận. Về sau khi Lê Lợi đăng cơ, Nguyễn Xí tâu lại với nhà vua và xin sắc phong cho thần đình Nam Dư là Thượng đẳng thần. Sau khi ông qua đời, dân chúng vùng này xin triều đình ban sắc tôn ông làm thành hoàng Nam Dư.

### Lê Gia hoàng thái hậu
Tương truyền, bà tên là Trịnh Thị Loan, mẹ của Lê Chiêu Tông. Dưới thời Lê Chiêu Tông, quyền uy họ Mạc rất lớn, âm mưu đoạt ngôi ngày càng lộ rõ; Lê Chiêu Tông muốn lập mưu triệt hạ họ Mạc, nhưng bất thành, phải bỏ chạy khỏi kinh thành. Hoàng thái hậu Trịnh Thị Loan phải lánh về Nam Dư, tại đây bà đã dạy dân làng Nam Dư nghề trồng mía nấu mật. Khi Mặc Đăng Dung lên ngôi đã ép Lê Chiêu Tông và bà phải chết; dân vùng Nam Dư nhớ ơn cũ nên đã lập miếu thờ bà. Khi Lê Trang Tông đẩy lui nhà Mạc đã sắc phong bà làm Thượng đẳng thần.

## Cổ vật
Hiện nay đình Nam Dư Hạ còn lưu giữ 11 đạo sắc phong, đạo sớm nhất có niên hiệu Cảnh Hưng thứ 44 (1783) và một cuốn ngọc phả.

## Lễ hội
Lễ hội truyền thống làng Nam Dư Hạ diễn ra từ ngày 14 đến 16 tháng 2 âm lịch hàng năm.